# Komba
Komba — вимерлий рід галагових, що містить види, відомі з раннього до середнього міоцену Кенії та Уганди. Новий вид, K. walkeri, був описаний Террі Гаррісоном у ранньому міоцені Кенії в 2010 році.